# José Borello
Pour les articles homonymes, voir Borello.
José Borello (né le 24 novembre 1929 à Bahía Blanca en Argentine, et mort le 14 octobre 2013) est un footballeur international argentin.

## Biographie

### Club
Surnommé Pepino, le milieu de terrain commence sa carrière dans le club de division inférieure de sa ville natale de l'Olimpo de Bahía Blanca.
Il part ensuite rejoindre le club de la capitale du Boca Juniors en 1949, où il fait ses débuts en première division. Il débute en première division en 1951. Capable de s'infiltrer dans les défenses adverses, il est réputé pour sa puissance, et connu pour son duo offensif avec Juan José Pizzuti. En 1953, il est prêté chez les Chacarita Juniors avant de retourner au Boca.
Le club remporte le titre de champion en 1954. En 1959, il rejoint l'effectif du Club Atlético Lanús, avant de partir finir sa carrière au Chili pour jouer au Club Deportivo Magallanes, au Club Deportivo Universidad Técnica de Santiago et au Deportivo Ñublense.

### Sélection
International argentin, Borello remporte la Copa América 1955 où il marque trois buts.

## Palmarès

### Club
| Titre                         | Club         | Pays      | Année |
| ----------------------------- | ------------ | --------- | ----- |
| Primera División de Argentina | Boca Juniors | Argentine | 1954  |

### Sélection
| Titre        | Équipe    | Année |
| ------------ | --------- | ----- |
| Copa América | Argentine | 1955  |

### Individuel
| Distinction                            | Année |
| -------------------------------------- | ----- |
| Meilleur buteur de la Primera División | 1954  |